# Avezzano
Avezzano est une ville italienne d'environ 42 280 habitants, située dans la province de L'Aquila, dans la région des Abruzzes, en Italie méridionale.

## Géographie
Avezzano est la plus grande ville de la Marsica, région du sud des Abruzzes dans les montagnes de l'Apennin central. Elle se trouve au sud du mont Velino, sur le bord occidental du Fucin, dont le territoire communal couvre une partie.

### Hameaux

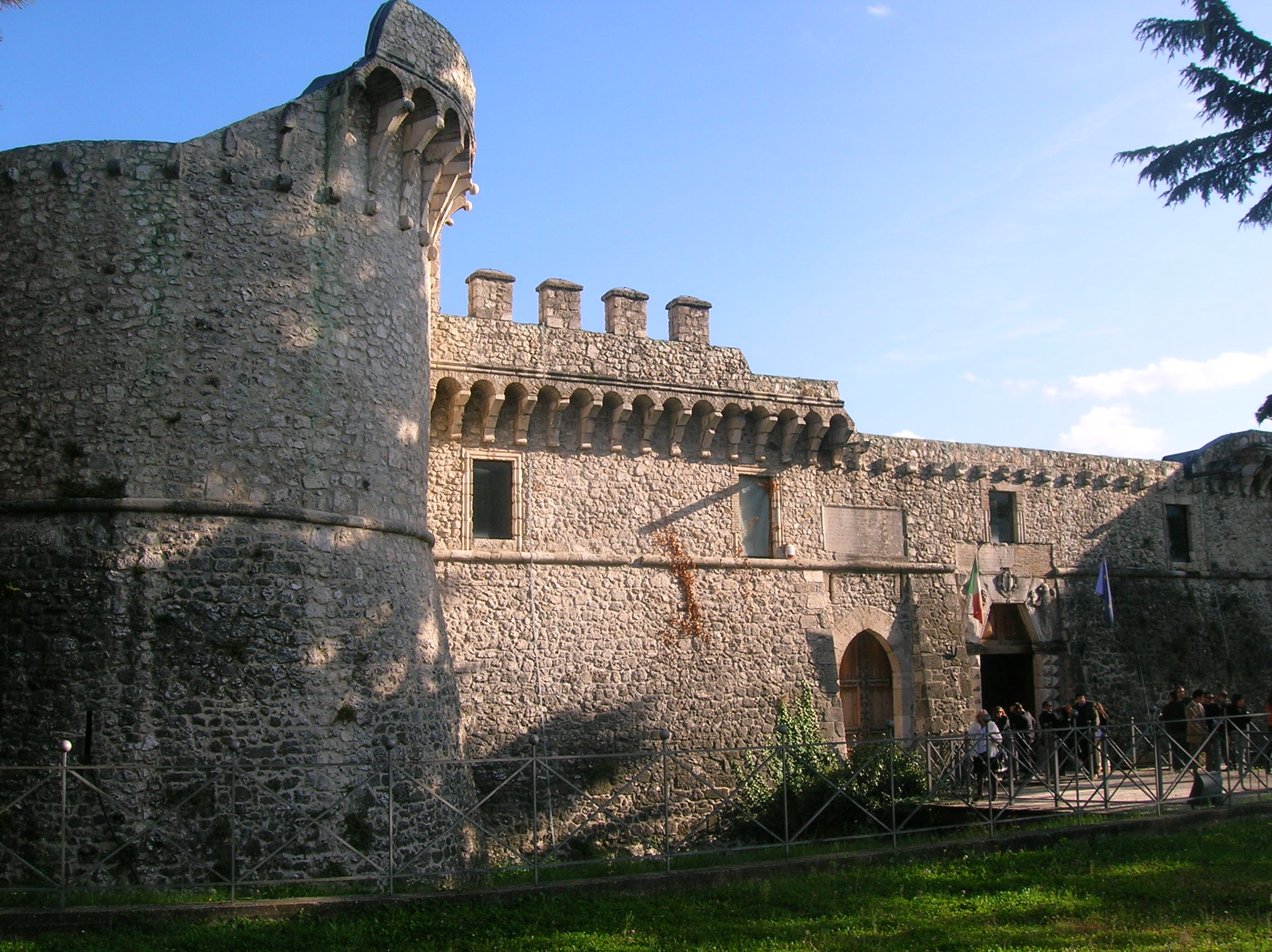
Le château Orsini.

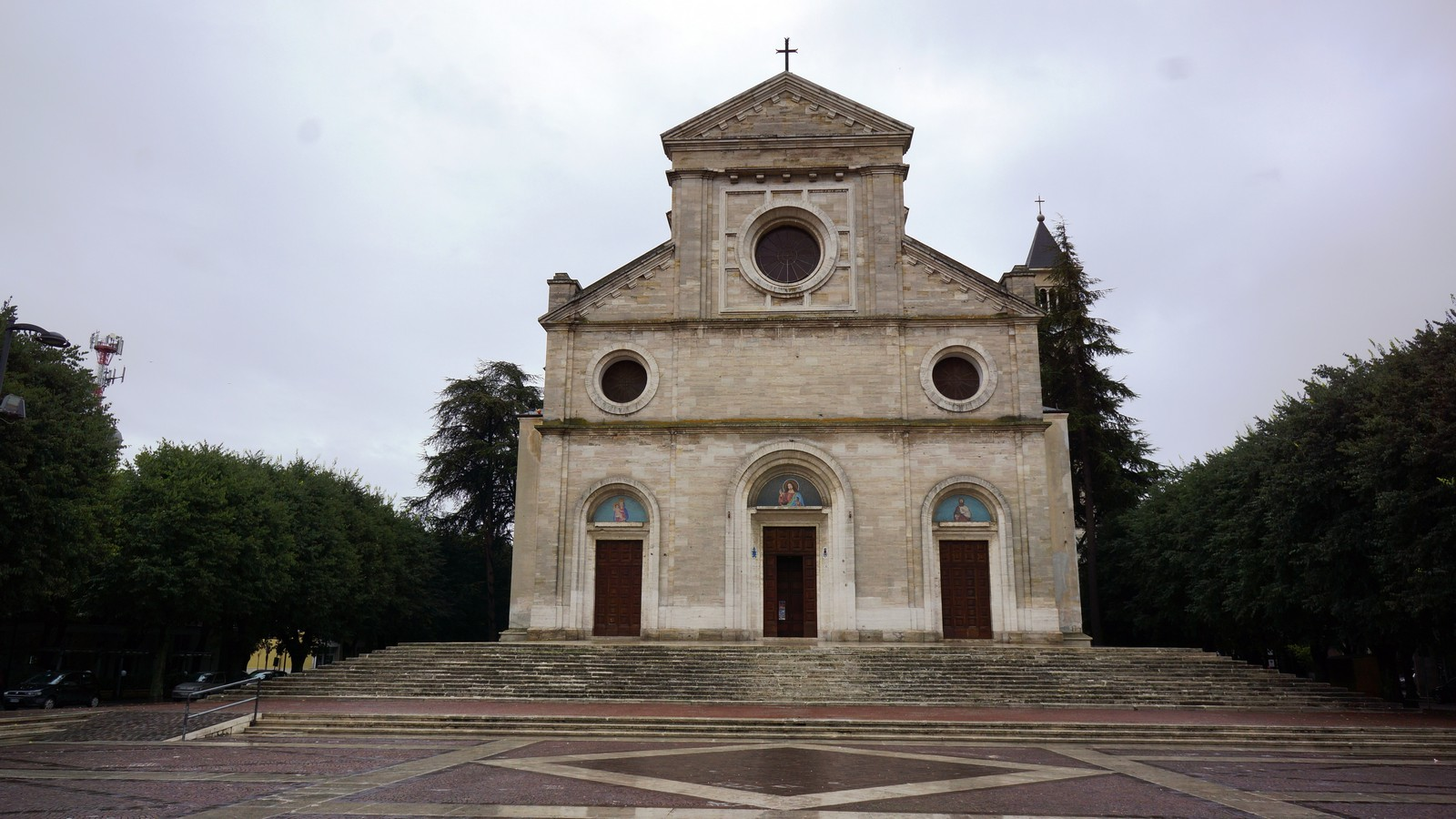
La Cathédrale dei Marsi.

Antrosano, Case Incile, Castelnuovo, Cese, Corcumello, Paterno, San Giuseppe di  Caruscino, San Pelino, Via Nuova.

### Communes limitrophes
Capistrello, Celano, Luco dei Marsi, Massa d'Albe, Ovindoli, Scurcola Marsicana, Trasacco.

## Histoire
La ville est détruite par un séisme le 13 janvier 1915 dont 10 700 habitants perdent la vie, soit 95 % de la population de l'époque.
Pendant la Première et la Seconde Guerre mondiale, un camp de concentration était situé près de la ville, où les prisonniers de guerre étrangers étaient internés. Un mémorial est érigé sur le site de l'ancien camp.

## Monuments et patrimoine
- Villa romaine d'Avezzano
- Château Orsini-Colonna
- Tunnels de Claude

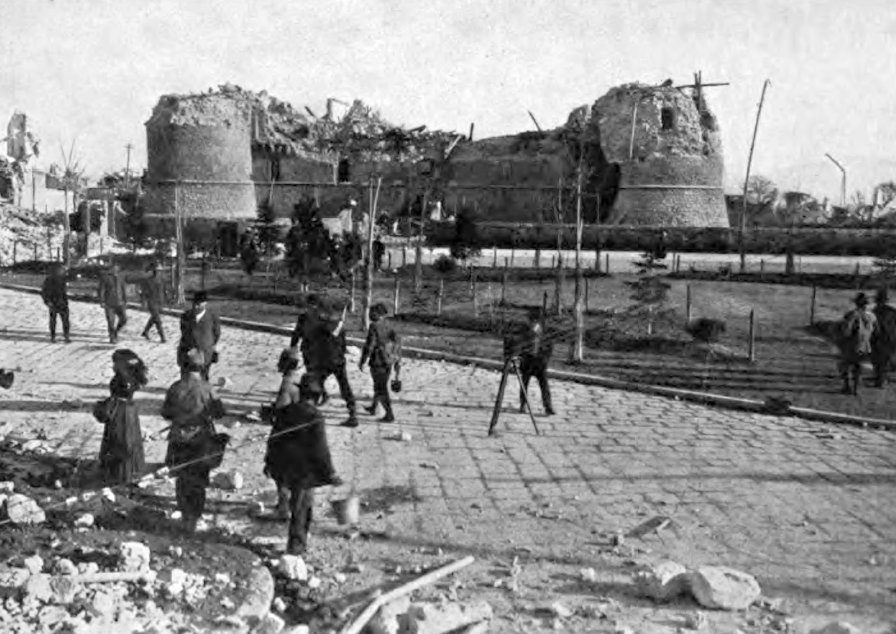
Ruines du château Orsini d'Avezzano après le tremblement de terre de 1915.

- Réserve naturelle régionale de Monte Salviano
- Grotte de Ciccio Felice

## Administration
| Période                                  | Période | Identité | Étiquette | Qualité |
| ---------------------------------------- | ------- | -------- | --------- | ------- |
|                                          |         |          |           |         |
| Les données manquantes sont à compléter. |         |          |           |         |

## Culture

### Sport
Avezzano possède un club de football nommé Avezzano Calcio

## Personnalités nées à Avezzano
- Alberto Mario Cirese, (né en 1921), anthropologue
- Ada Gentile (née en 1947), pianiste classique et compositrice
- Gianni Letta (né en 1935), journaliste et homme politique, secrétaire d'État à la présidence du Conseil lors des quatre gouvernements de Silvio Berlusconi.
- Vito Taccone (1940-2007), coureur cycliste, vainqueur à deux reprises du classement de la montagne du Tour d'Italie.
- Felice Orlandi (1924-2003), acteur américain